# Kathedraal van Peel
De Sint-Germanuskathedraal (Engels: Cathedral Church of St German), of kathedraal van Peel, is een anglicaanse kathedraal in Peel, op het eiland Man. De kathedraal is opgedragen aan Sint-Germanus van Man, en niet aan zijn bekendere naamgenoten Germanus van Auxerre of Germanus van Parijs.

## Geschiedenis
De originele kathedraal was gebouwd binnen de muren van het kasteel van Peel. In de vijftiende eeuw werd St Peter's Church gebouwd om de bewoners van Peel een parochiekerk dichterbij te geven.
Sinds de 18e eeuw is de kathedraal een ruïne. Van 1879 tot 1884 werd een nieuwe kerk gebouwd. Deze kerk kreeg uiteindelijk pas in 1980 de status van kathedraal, nadat het duidelijk was geworden dat de ruïne van de oude kathedraal niet meer zou worden heropgebouwd.

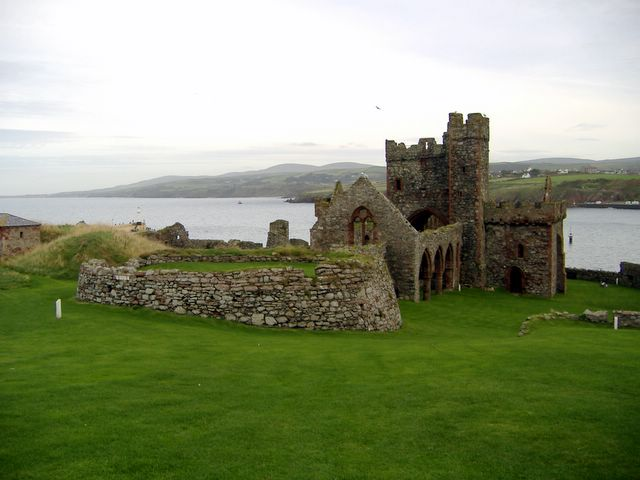
De originele kathedraal, nu een ruïne